# 鄭治鉉
鄭治鉉（音，1970年3月7日—），或譯丁致賢、「钟智贤」、「池贤正」、「池玄贞」等，是韓裔玻利維亞政治人物、福音派牧師以及醫師。他因攻擊印加土著傳統信仰並批評同性戀社群而在該國媒體上聲名遠揚。鄭治鉉在2019年、2020年玻利維亞大選中分別代表基督敎民主黨、勝利陣線（西班牙語：Frente para la Victoria）參選總統，還在選戰中感染新冠肺炎，兩次均低票落選。由於他的保守主義思想，一些國際媒體將他稱為“玻利維亞的特朗普”或“玻利維亞的博索納羅”，他本人也樂見他人將其與特朗普、博索納羅比較。
2020年大選中他只獲得了1.5%的票，事後他重申反對卡洛斯·梅萨和费尔南多·卡马乔參選，並聲稱二者的參選造成了「選舉舞弊」的結果，儘管該次大選受到國際廣泛承認。選舉結束後，勝利陣線不再支持他並解散。

## 生平
鄭治鉉於1970年3月7日在韓國全羅南道光州市出生，在一個福音派家庭中生活和成長。1976年，他的家人移居首爾。一段時間後，韓國長老會派遣鄭氏一家到美洲，作為駐玻利維亞的福音派傳教士。
12歲時抵達玻利維亞。最初，他們住在拉巴斯市，然後搬到了聖克魯斯-德拉謝拉。鄭繼續他的中學學業，於1988年從玻利維亞-巴西浸信會學校畢業。1989年，移居蘇克雷市繼續接受高等教育。那年，他進入聖弗朗西斯·澤維爾大學，於1995年以專業醫師的身份畢業。他返回聖克魯斯－德拉謝拉市，獲得高等教育碩士學位和衛生與公共衛生管理碩士學位。
在鄭治弦的職業生涯中，曾擔任UCEBOL診所的主任，並在玻利維亞建立了70個長老會教堂，現也任長老會在玻利維亞的會長。